# 877
| [ Edytuj tabelę ]          |                                                    |
| Król Anglii                | - 871 Alfred Wielki 899                            |
| Hrabia Aragonii            | - 867 Aznar II Galíndez 893                        |
| Hrabia Barcelony           | - 865 Bernard z Gocji 878                          |
| Cesarz Bizancjum           | - 867 Bazyli I Macedończyk 886                     |
| Chan Bułgarii              | - 852 Borys I Michał 889                           |
| Cesarz Chin                | - 873 Tang Xizong 888                              |
| Książę Czech               | - 870 Borzywoj I 889                               |
| Władca Egiptu              | - 868 Ahmad Ibn Tulun 884                          |
| Król Franków wschodnich    | - 875 Karol II Łysy 877 - 877 bezkrólewie 881      |
| Król Franków zachodnich    | - 843 Karol II Łysy 877 - 877 Ludwik II Jąkała 879 |
| Cesarz Japonii             | - 876 Yōzei 884                                    |
| Kalif                      | - 870 Al-Mu’tamid 892                              |
| Król Khmerów               | - 850 Dżajawarman III 877 - 877 Indrawarman I 889  |
| Patriarcha Konstantynopola | - 867 Ignacy I 877 - 877 Focjusz I Wielki 886      |
| Król Leónu                 | - 866 Alfons III Wielki 910                        |
| Król Mercji                | - 874 Ceolwulf II 879                              |
| Król Nawarry               | - 851 García Íñiguez 880                           |
| Król Norwegii              | - 872 Harald Pięknowłosy 930                       |
| Papież                     | - 872 Jan VIII 882                                 |
| Cesarz rzymski             | - 875 Karol II Łysy 877                            |
| Książę Saksonii            | - 866 Bruno 880                                    |
| Król Szkocji               | - 862 Konstantyn I 877 - 877 Aedh 878              |
| Doża Wenecji               | - 864 Orso I Partecipazio 881                      |
| Książę wielkomorawski      | - 871 Świętopełk I 894                             |

Rok 877 / DCCCLXXVII
stulecia: VIII wiek ~
IX wiek ~
X wiek

lata: 867 «
872 «
873 «
874 «
875 «
876 «
877
» 878
» 879
» 880
» 881
» 882
» 887

## Wydarzenia
- Europa
  - w czasie drugiej wyprawy do Italii zmarł cesarz i król Franków Zachodnich Karol II Łysy, jego następcą został Ludwik II Jąkała

## Urodzili się
- Drahomira – księżniczka stodorańska, czeska księżna, żona Wratysława I (zm. 934 lub 936)

## Zmarli
- Jan Szkot Eriugena – irlandzki filozof i teolog chrześcijański, działał na dworze Karola Łysego (ur. ok. 810)
- Konstantyn I – król Piktów i Szkotów (ur. 836)
- Muzhou Daoming – chiński mistrz chan ze szkoły hongzhou (ur. 780)
- 5 sierpnia – Ubajd Allah ibn Jahja ibn Chakan, dwukrotny wezyr Abbasydów (ur. ?)
- 6 października – Karol II Łysy, król Franków Zachodnich i cesarz (ur. 823)